# Blond Ghost: Ted Shackley and the CIA's Crusades
Blond Ghost: Ted Shackley and the CIA's Crusades es un libro escrito por David Corn, editor de  The Nation  y es la biografía de Theodore Shackley, un agente de la CIA. 

## Desarrollo
Para esta biografía, Corn entrevistó a 250 personas, incluidos 100 exagentes de la CIA y el mismo Shackley cooperó en una de las entrevistas. Con 70 páginas de notas de pie notes, y capítulos salpicados de nombres y códigos  CIA es una buena fuente para los que le interesa el tema del espionaje.

### Theodore Shackley
La mayor parte de su carrera, Shackley estuvo administrando operaciones encubiertas desde un escritorio. Después de Alemania  en  1950s en los que ayudó a construir el Túnel de Berlín, y dirigió la Estación CIA de Miami , JMWAVE contra Fidel Castro. Algunos lo asocian con el Asesinato de John F. Kennedy. Después de  éste fue enviado a Laos, y más tarde a  Saigon, en la parte más cruenta de esas guerras. Cuando no estaba en el campo, Shackley administraba desde los cuarteles generales de la  CIA 
Durante los  1970s ayudó al derrocamiento de Allende en Chile y  de Whitlam en Australia (ambos líderes selectos democráticamente),  además de dirigir la campaña de daño y desprestigió contra  Philip Agee. Esto puede parecer una cadena de fallas y errores ,pero no para una Agencia que se precia más de su culpabilidad que de su confiabilidad. 
Ahí apareció el escándalo de Edwin Wilson  -- irónicamente inconsecuente comparado con la carrera de crímenes encubiertos de Shackley. Como asociado de Wilson, Shackley fue dañado, y  Stansfield Turner necesitó sacar rápidamente a  Shackley hacia el lado
Blond Ghost debería tener una lista de acrónimos para orientar al lector , en la jerga de la Agencia